# Synchytrium
Сінхітріум (Synchytrium) — рід грибів родини Synchytriaceae. Назва вперше опублікована 1863 року.

## Опис
В циклі розвитку видів цього роду замість одного зооспорангия розвивається від п'яти до дев'яти, скупчених разом (сорус). Коло хазяїнів сінхітріума дуже широкий, але всі вони відносяться до вищих наземних рослин. У більшості випадків при ураженні сінхітріумом на листках, черешках, стеблах уражених рослин розвиваються невеликі чорні або коричневі бородавочки - галли, що представляють собою здуття клітин епідермісу, всередині яких знаходиться паразит.

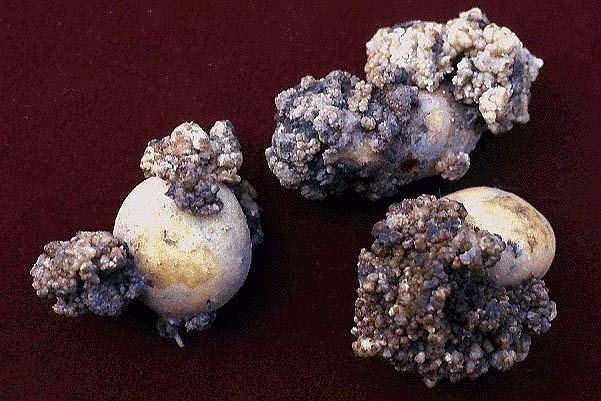
Рак картоплі

Серед видів є відомий патоген рослин — рак картоплі (Synchytrium endobioticum), що викликає поява на бульбах горбистих наростів або пухлин, що нагадують губку або молоду кольорову капусту. Утворенню ракових наростів починається найчастіше з вічок бульб. У міру розростання вони збільшуються в розмірах, нерідко значно перевищуючи величину самих бульб, поступово буріють, чорніють і руйнуються.